# Kadaripura, Bangarapet
Kadaripura là một làng thuộc tehsil Bangarapet, huyện Kolar, bang Karnataka, Ấn Độ.